# Buddha-Statue

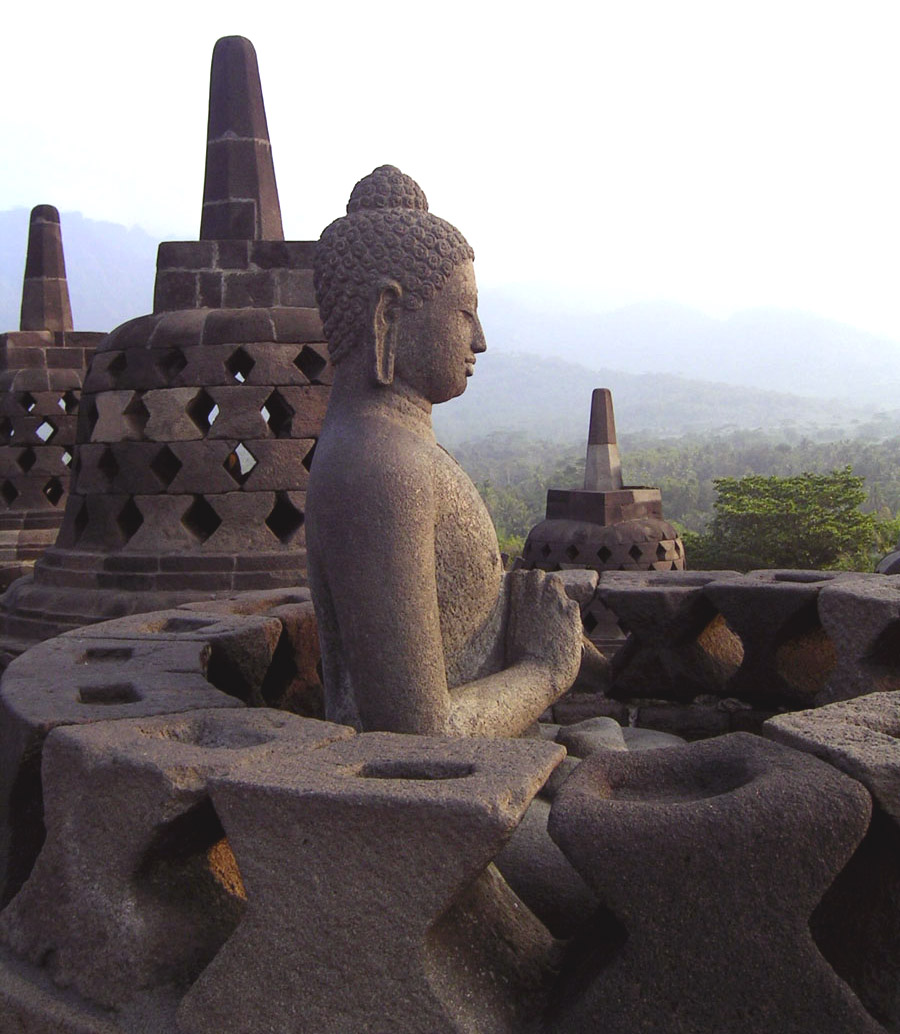
Buddha-Statue, Borobudur, Java

Eine Buddha-Statue ist das zumeist vollplastische, aus einem Stein gearbeitete und idealisierte Bildnis des historischen Buddha (Siddhartha Gautama), des Religionsstifters des Buddhismus. Anikonische Darstellungen Buddhas existierten wahrscheinlich schon sehr früh (4. oder 3. Jahrhundert v. Chr.); Bildnisse der Person selbst sind jedoch erst ab dem 1. oder 2. Jahrhundert n. Chr. belegt. Seitdem hat sich eine große Kunst- und Formenvielfalt entwickelt.

## Geschichte
Als der Buddha wusste, dass der Tod ihn bald ereilen würde, teilte er seinen Jüngern mit, dass sie jetzt die Initiative selbst ergreifen und sein Werk ohne ihn weiterführen müssten. Seinem Jünger Ananda wurde schnell klar, dass die Lehre mit der Zeit in Vergessenheit geraten würde, wenn nicht irgendeine Möglichkeit gefunden würde, die Erinnerung an den Meister zu erhalten. Könnten nicht die Jünger einen regelmäßigen Akt der Huldigung durchführen, fragte er den Meister traurig. Könnten sie nicht irgendeine Art von Ersatz haben, eine Art „Denk-mal“ sowohl für seine Person als auch für die Lehre? Um Bedürfnisse dieser Art zu befriedigen, antwortete der Buddha, könne der Gläubige zum Beispiel eine Pilgerreise zu den Stätten seines Wirkens unternehmen. An diesen Orten könne er sich dann an die damit verbundenen Ereignisse, an den Sieg über das Böse und die Ignoranz erinnern, um so zur Nachahmung inspiriert zu werden. Sollte dies nicht genügen, könnten sie nach seiner Kremation seine körperlichen Reliquien (Sanskrit: sariradhatu, Pali: dhatucetiya) nehmen und über ihnen Stupas (Pali: paribhogacetiya, Thai: Chedis) erbauen. Diese würden die Menschen an die Lehre erinnern und ihre Herzen glücklich machen.

### Anikonische Phase (bis 1. Jahrhundert n.Chr.)

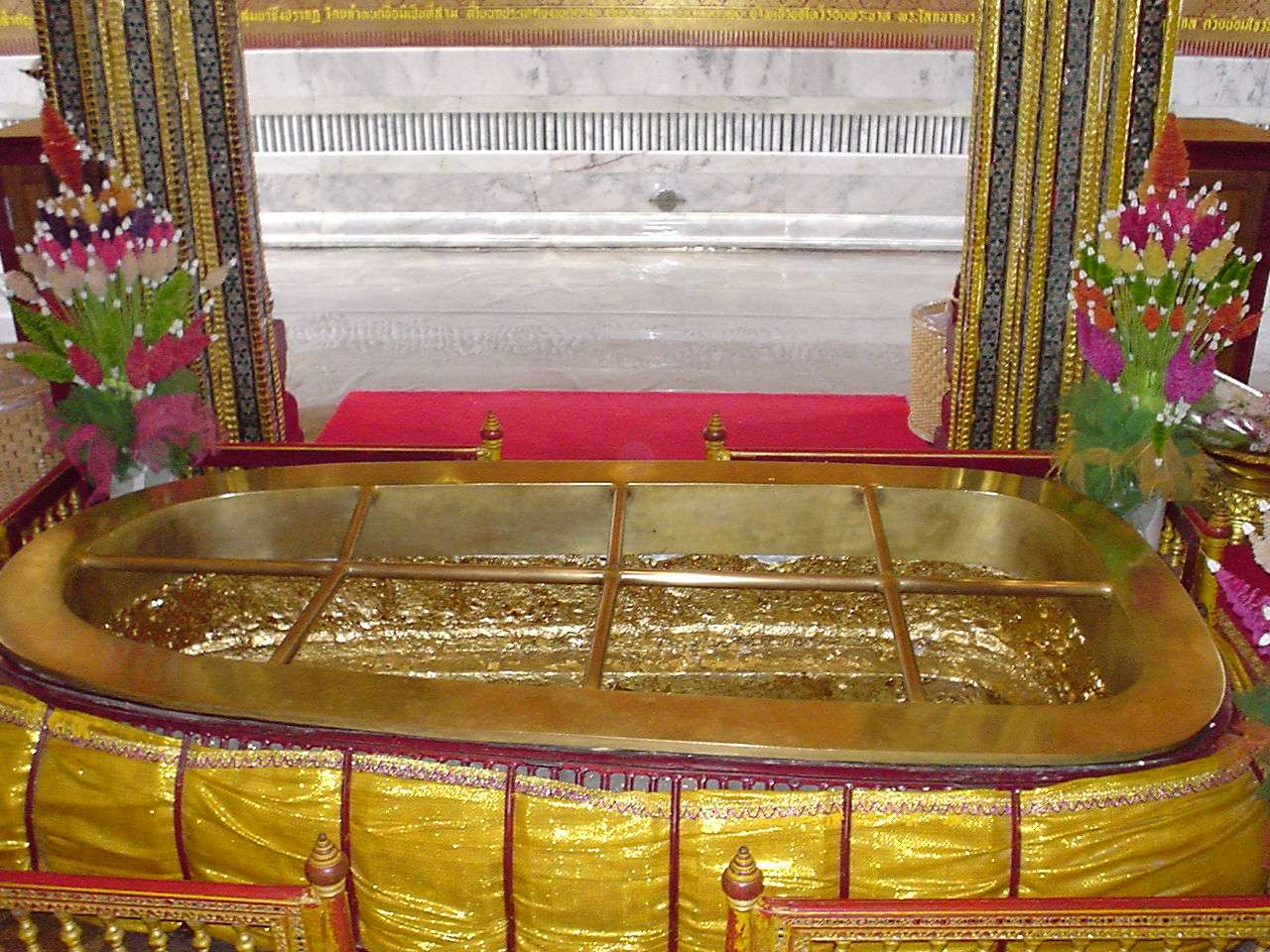
Fußabdruck des Buddha (Wat Phra Phutthabat, Saraburi, Thailand)

In den ersten buddhistischen Kunstwerken, wie z. B. auf den Reliefs des Stupa von Sanchi, ist der Buddha selbst nicht zu sehen. Er ist allein durch Symbole repräsentiert, die für bestimmte Szenen aus dem Leben des Meisters stehen:	
- Lotos-Knospe: Symbol seiner Geburt oder seiner Reinheit und Weisheit
- Bodhi-Baum: Symbol seiner Erleuchtung
- Leerer Sitz unter dem Bodhi-Baum, der von dem Naga-König Muchalinda beschirmt wird, erinnert an die Erleuchtung.
- Rad (dharmachakra) zur Erinnerung an die erste Predigt, bei der „das Rad der Lehre in Bewegung gesetzt“ wurde.
- Fußabdrücke (phuttabat).
- Aureole: „Feurige Energie“
- Der Stupa (Thai: chedi; Tibet: chörten; China und Japan: pagoda) erinnert an seinen Eingang in das Nirvana (in der Pali-Sprache: parinibbana).

In alten vor-buddhistischen Kulturen Indiens wurden bereits einige dieser Symbole angebetet: die Sonnenscheibe (Sonnenrad), die Schlange sowie Baum- und Stein-Geister.

### Ikonische Phase
(Mehr zur Geschichte siehe: Buddhistische Kunst)
Die ersten Bildnisse, die den Buddha in seiner menschlichen Gestalt darstellten, tauchten im 1. oder 2. Jahrhundert n. Chr. etwa gleichzeitig in Gandhara (heute Afghanistan) und Mathura (Nord-Indien) auf (siehe Bimaran-Reliquiar oder Kanischka-Reliquiar). Ceylonesische Chroniken legen dagegen nahe, dass erste ikonische Abbildungen des Buddha bereits im dritten Jahrhundert vor Christus angefertigt worden seien; archäologische Belege für diese Annahme sind jedoch bislang ausgeblieben. Die schon bekannten Symbole wurden bei der Darstellung weiterhin verwendet. Wo die Anfertigung solcher Bildnisse begonnen hat, ist bis heute nicht geklärt, die Mehrzahl der gefundenen frühen Bildnisse stammt jedoch aus dem Bereich der Gandhara-Kultur.
Unmittelbar nach ihrer Entstehung breiteten sich, auch in wechselseitiger Beeinflussung, die zunächst nur wenigen Darstellungen des Buddha in schnell wachsender Zahl und regionaler Vielfalt aus. Es entwickelten sich auch damit verbundene Kunst- und Lehrtraditionen und Überlieferungen, die bestimmte Darstellungsformen oder auch einzelne Skulpturen als besonders wahrhaftig ausgeben. Ein häufiger Topos ist, dass ein Künstler im Auftrag eines Königs den Buddha direkt geschaut und danach das Bildnis erschaffen habe, womit weltliche und religiöse Legitimation miteinander verschränkt wurden.

## Ikonographie
Es gibt stehende, sitzende (Lotossitz oder ‚europäischer Sitz‘ (pralambapadasana)) und liegende, d. h. bereits verstorbene, aber aus dem Kreislauf der Wiedergeburten (samsara) befreite Buddha-Figuren. Bestimmte im Pali-Kanon erwähnte körperliche Merkmale sind im Lauf der Zeit für Buddha-Bildnisse typisch geworden; sie unterscheiden sich in vieler Hinsicht von anderen religiösen Bildnissen der Zeit (z. B. den jainistischen Tirthankaras):

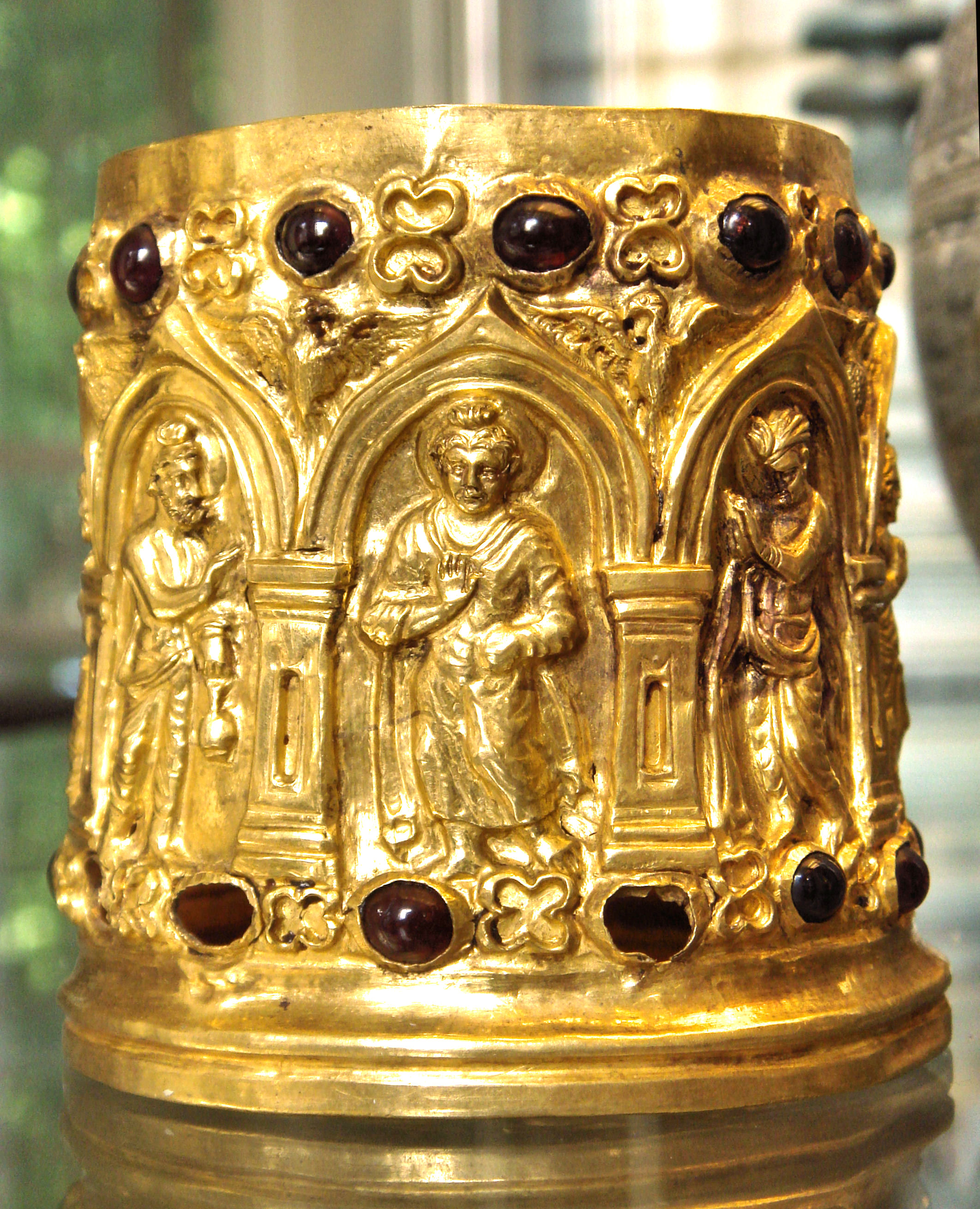
Buddha-Figur auf dem Bimaranreliquiar (um 80 n. Chr.)

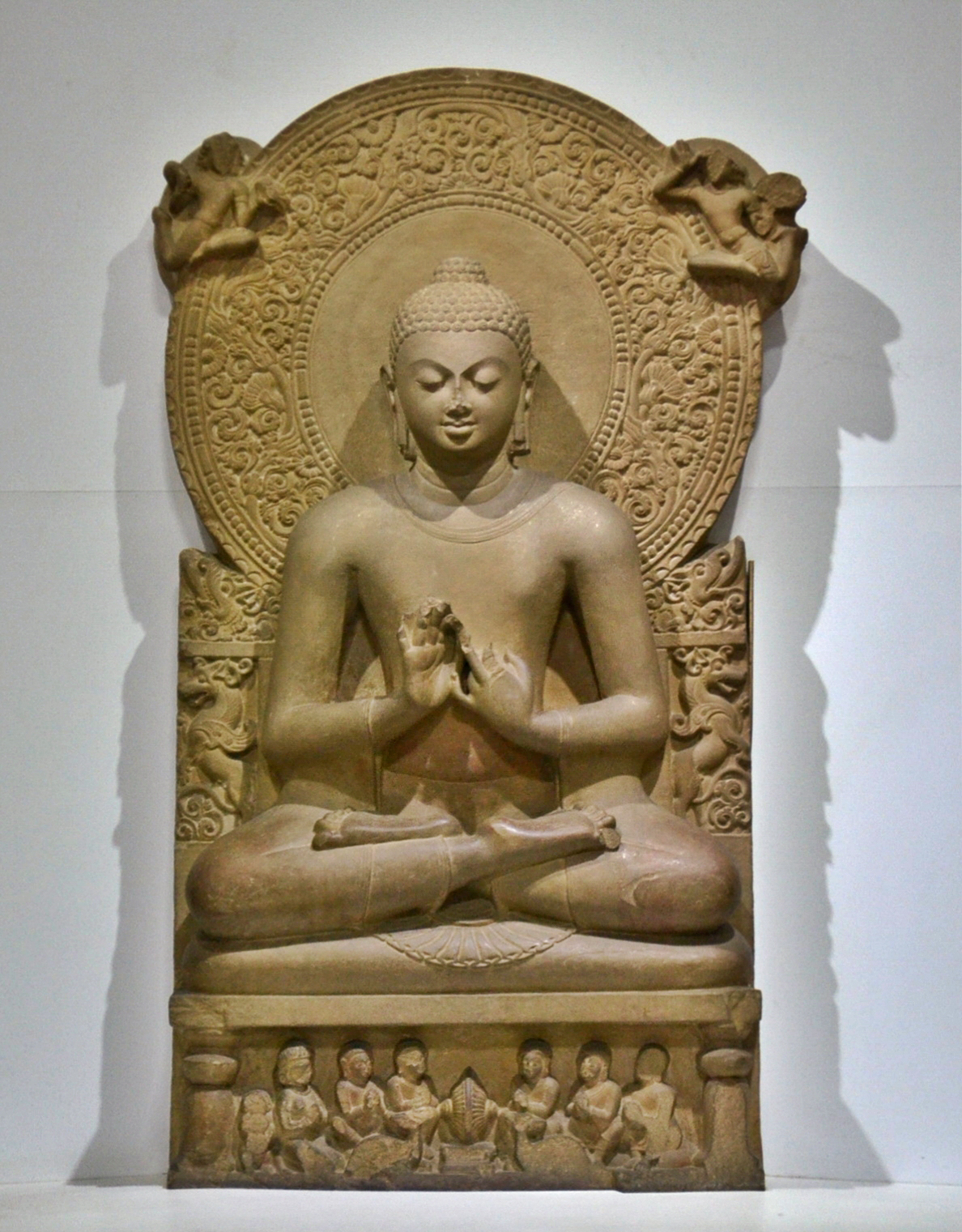
Buddha, Sarnath (um 450)

- Gewand: Der Buddha ist immer bekleidet – anfänglich mit einer Toga, später mit einem fast durchsichtigen Gewand.
- Geschlecht: Die Geschlechtsteile sind immer unter dem Gewand verborgen.
- Augen: Die Augen des Buddha sind als Zeichen seiner Weltentrücktheit meist nur halbgeöffnet.
- Handhaltung: Mehrere charakteristische Handhaltungen (mudras) sind bekannt.
- Finger: Die Finger des Erleuchteten sind feingliedrig und etwas gelängt.
- Ushnisha: Schädelausbuchtung oder Haarknoten am Hinterkopf (Zeichen der Erleuchtung)
- Hals: Buddhas Hals besteht meist aus drei Ringen.
- Ohr: Die Ohrläppchen des Buddha sind regelmäßig durchstochen und hängen herab – ein Zeichen des Schmucktragens, d. h. seiner königlichen Abstammung.
- Körperbau: Die Ausgewogenheit der Körperproportionen ist wichtig (nur in der frühen Gandhara-Kunst gibt es Beispiele asketischer Buddhas; in China und Japan sind auch Darstellungen fettleibiger Budais bekannt.)

## Zweck
Eine Buddha-Statue wird nicht als dekoratives Kunstwerk geschaffen oder nur, um das Auge zu erfreuen. Die Absicht ist vielmehr, den Betrachter zu erinnern, zu belehren oder vielleicht sogar zu erleuchten. Die Erschaffung einer Buddha-Statue wird als „gute Tat“ angesehen, wodurch man sich einen positiven Einfluss auf die nächste Wiedergeburt erhofft. Ähnlich wie die Stupas dienten sie zunächst der Aufbewahrung von Reliquien, wurden jedoch im Laufe der Zeit selbst zur Erinnerungsreliquie.

## Buddhastatuen heute
Heute sind Darstellungen des Buddha nicht nur im religiösen Leben fast aller buddhistischen Schulen und Formen der Volksreligiosität fest integriert. Sie erfreuen sich darüber hinaus auch großer Beliebtheit etwa als Modeartikel für Wohnzimmer oder auch Gärten begüterter Menschen weltweit, die sich etwas spirituellen Chic zulegen und ihre Weltoffenheit zeigen wollen. Anikonische Symbole haben dagegen an Bedeutung verloren, wenn auch z. B. das Dharma-Rad in die Nationalflagge Indiens aufgenommen wurde. Wie auch im Christentum so ist im Buddhismus heute meist vergessen, dass Darstellungen des Religionsstifters, noch dazu zu Anbetungszwecken, anfänglich unüblich waren.

## Zerstörung von Buddha-Statuen

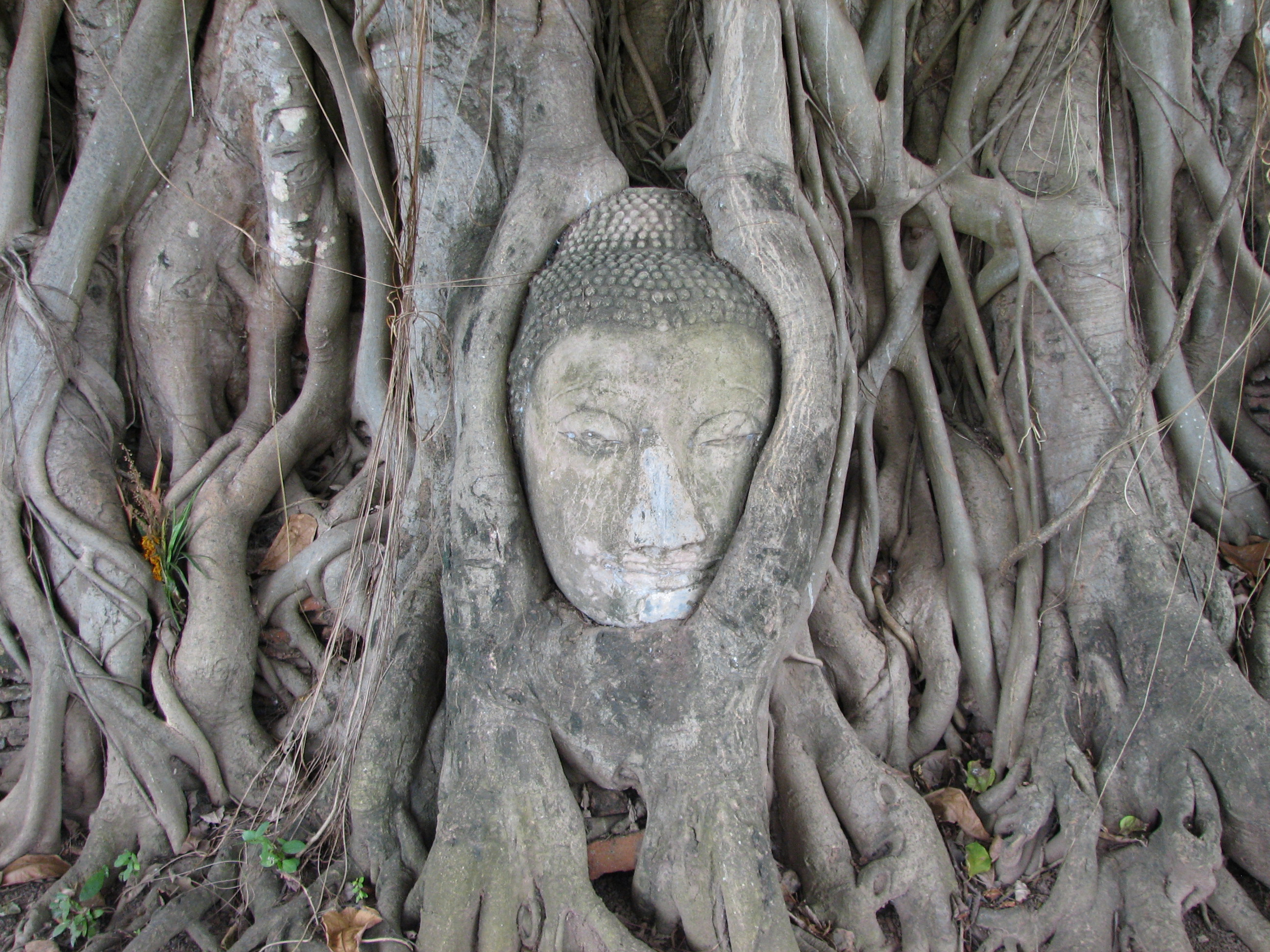
Buddha-Kopf im Geschichtspark Ayutthaya

Auch in Gebieten, in denen der Buddhismus schließlich anderen Religionen wieder weichen musste, blieben und bleiben Buddhabildnisse oft über Jahrhunderte geachtet; so sind in Indien selbst zur Zeit des dominanter werdenden Hinduismus unter den Gupta-Herrschern (4./5. Jahrhundert n. Chr.) keine Zerstörungen von Buddha-Bildnissen bekannt. Derartiges geschah erst im Zuge der Eroberung Nord- und Mittelindiens durch den bilderfeindlichen Islam. Die Zerstörung der riesigen Buddha-Statuen von Bamiyan (Afghanistan) durch die islamistischen Taliban in den Jahren 1998 und 2001 löste weltweite Empörung aus und musste gegen die Widerstände der lokalen Hazara-Bevölkerung durchgesetzt werden. Auch im nordpakistanischen Swat-Tal wurden in den Jahren 2007 bis 2009 einige kleinere Felsreliefs mit Buddha-Bildnissen von den seinerzeit de facto an der Macht befindlichen Taliban beschädigt.

## Buddha-Köpfe
In jüngster Zeit werden immer häufiger Köpfe von Buddha-Statuen in trendigen Einrichtungshäusern oder im Versand angeboten. Dies mag den gutgläubigen Betrachter zu der Annahme verleiten, Buddha-Köpfe seien eine eigene Darstellungsform. Die Köpfe wurden jedoch ursprünglich nicht als solche hergestellt, sondern sind immer Teil einer vollständigen Statue. Sie sind entweder im Laufe der Jahrhunderte durch den Einfluss von Wind und Wetter vom Rumpf abgefallen, oder sie wurden mutwillig entfernt, wie es zum Beispiel bei der Eroberung der siamesischen Hauptstadt Ayutthaya im April 1767  durch die Birmanen geschah. Heute werden Köpfe industriell gefertigt, um die weltweit wachsende Nachfrage nach leicht zu transportierenden Dekorationsgegenständen zu befriedigen.

## Stilkunde geordnet nach Ländern (Auswahl)
Die Ikonographie der Buddha-Statuen wird in den verschiedenen Ländern unterschiedlich definiert:
- Thailand
- Japan (s. Daibutsu)